# エクリプス・アビエーション
エクリプス・アビエーション (Eclipse Aviation) は、アメリカ合衆国の航空機メーカーで、主に超軽量ジェット機 (VLJ) の製造を行っていた。元マイクロソフトのVern Raburnによって、1998年設立。本社所在地はニューメキシコ州アルバカーキ。他に、ウィリアムズ・インターナショナル等からの出資を受けていた。2009年には会社清算され、新たに設立されたエクリプス・エアロスペースが資産を買い取った。

## 歴史
1999年より6人乗り双発ジェットビジネス機エクリプス 500の開発に乗り出した。このエクリプス 500は、同級の他機と比較して安価であることが特徴である。新興企業であるために、開発力は危ぶまれたが、試作機は2002年に初飛行し、2,500機以上の受注を得ることができた。これにより、2007年時点の社員数は1,300名以上となり、フロリダ州に工場を新設予定である。エクリプス 500の主翼は富士重工業に生産委託されていた。同社は、さらに小型のVLJであるエクリプス 400の製造にも着手していた。
しかしながら、エクリプス 500の開発にはエンジン・サプライヤーの変更やアビオニクス開発の難航などの問題を抱えることとなり、当初1機100万ドル以下であった標準価格は2008年9月には215万ドルにまで上昇した。

## 破産
2008年秋以降の世界的な信用収縮のせいで、製造を続けるための運転資金が不足する結果となり、2008年11月25日に連邦倒産法第11章を申請した。その時点では再建案は実現せず、2009年2月24日に連邦倒産法第7章の申請がなされ、同年3月5日付けで受理されたため、事業は清算される事となった。その後、新たに設立されたエクリプス・エアロスペースが資産を買い取り、生産を引き継いだ。